# Жамбын Дашдондог
Жамбын Дашдондог (монг. Жамбын Дашдондог; 1941 — 9 июня 2017) — монгольский детский писатель

, поэт, журналист, редактор. Заслуженный деятель культуры Монголии. Лауреат Государственной премии Монголии.

## Биография
Родился в сомоне Бурэгхангай (ныне аймака Булган, Монголия). В 1958—1963 годах изучал филологию в Государственном университете Монголии.
Работал вторым секретарём Революционного комитета молодежи Булганского аймака.
Ответственный секретарь детского журнала «Залуу үе». Редактор газеты «Залуучуудын үнэн» («Молодежная правда»), затем газеты «Пионерийн үнэн» («Пионерская правда»).
Был председателем Совета по детской литературе Монголии, редактором детской киностудии, затем руководителем монгольского радио.
Редактировал газету «Би Би Би».
Работал руководителем Детского культурного фонда Монголии.

## Творчество
Автор более 100 книг для детей и юношества.

## Избранные произведения
Проза
- «Аав, ээж, би»,
- «Морьтой үлгэр»,
- «Чулуун домог»,
- «Өргөө»,
- «Гурван марал»

Поэзия
- Таван зүс
- Арав гэж юу вэ?
- Өрөөнд тагтаа орж ирлээ
- Маргааш түргэн болоосой
- Шинэ зуун айсуй
- Хүүхэд бол цэцэг
- Шинэ өглөө
- Сайн байна уу
- Түүдэг гал
- Тавтай нойрсоорой
- Баяртай